# Lomaita darlingtoni
Lomaita darlingtoni là một loài nhện trong họ Linyphiidae.
Loài này thuộc chi Lomaita. Lomaita darlingtoni được Elizabeth Bangs Bryant miêu tả năm 1948.